# Vidiná
Vidiná (hongrois : Videfalva) est un village de Slovaquie situé dans la région de Banská Bystrica.

## Histoire
La première mention écrite du village date de 1335.

## Démographie

### Évolution de la population
| Année:               | 1994. | 2004.   | 2014.   | 2024.   |
| -------------------- | ----- | ------- | ------- | ------- |
| Nombre de personnes: | 1726  | 1851    | 1830    | 1704    |
| Différence:          |       | +7,24 % | -1,13 % | -6,88 % |

| Année:               | 2023. | 2024.   |
| -------------------- | ----- | ------- |
| Nombre de personnes: | 1702  | 1704    |
| Différence:          |       | +0,11 % |